# Tamara Adrián
Tamara Adrián (sinh ngày 20 tháng 2 năm 1954 tại Caracas) là một chính trị gia Venezuela, người được bầu vào Quốc hội Venezuela trong cuộc bầu cử ở Venezuela năm 2015. Cô được ghi nhận là người chuyển giới đầu tiên được bầu vào cơ quan nhà nước ở Venezuela và là thành viên chuyển giới thứ hai của một cơ quan lập pháp quốc gia ở Tây bán cầu. Một số phương tiện truyền thông đưa tin cô là thành viên chuyển giới đầu tiên của một cơ quan lập pháp ở châu Mỹ, nhưng sau đó đã được đính chính lại vì Michelle Suárez Bértora, một người chuyển giới khác, được bầu vào Thượng viện nước Uruguay trước đó, năm 2014.
Cô là thành viên của Đảng Popular Will, một trong những lực lượng đối lập với chính phủ do Nicolás Maduro đứng đầu. Bà đã tuyên thệ nhậm chức tại Quốc hội Venezuela vào ngày 14 tháng 1 năm 2015. Trong nhiệm kỳ của mình, Adrián thúc đẩy quyền truy cập thích hợp vào hồ sơ, công khai về danh tính, hôn nhân đồng giới và nhân quyền.
Trước khi được bầu vào cơ quan lập pháp Venezuela, Adrián làm luật sư và nhà hoạt động cho cộng đồng LGBT, bao gồm phục vụ trong hội đồng quản lý của Hiệp hội đồng tính nữ, đồng tính nam, song tính, chuyển giới và lưỡng tính quốc tế và ban tổ chức của Ngày Quốc tế Chống Kỳ thị người đồng tính, song tính, chuyển giới.
Cô bị buộc phải đăng ký tranh cử dưới tên khai sinh của mình, vì luật pháp Venezuela hiện không cho phép người chuyển giới được thay đổi hợp pháp tên của họ.